# فرانچسکو فلاکی
فرانچسکو فلاکی (انگلیسی: Francesco Flachi؛ زادهٔ ۸ آوریل ۱۹۷۵) بازیکن فوتبال اهل ایتالیا است.
از باشگاه‌هایی که در آن بازی کرده‌است می‌توان به باشگاه فوتبال فیورنتینا، باشگاه فوتبال آنکونا، باشگاه فوتبال برشا، باشگاه فوتبال باری، باشگاه فوتبال سمپدوریا، و باشگاه فوتبال امپولی اشاره کرد.
وی همچنین در تیم ملی فوتبال زیر ۱۸ سال ایتالیا بازی کرده‌است.